# バルグジン自然保護区

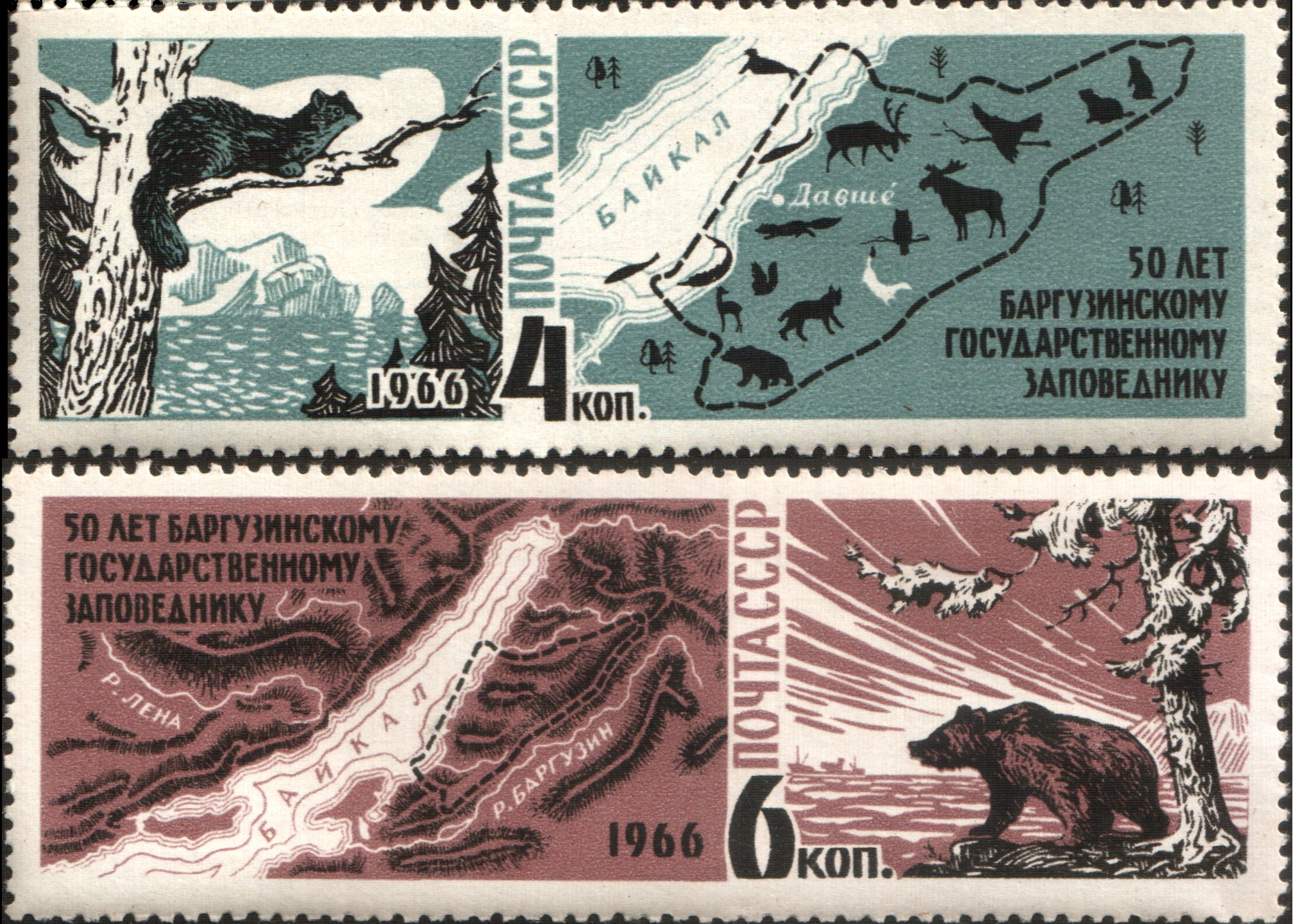
バルグジン自然保護区50周年記念切手

バルグジン自然保護区（ロシア語: Баргузи́нский запове́дник）はロシア連邦ブリヤート共和国のバルグジン山脈の東斜面に位置し、バイカル湖北岸と湖面の一部を含む自然保護区。名称はバルグジン川に因む。
面積2482km2。1916年にクロテンの保護・繁殖を目的として設立された。かつてのセンターはダヴシャ村だったが、現在はセヴェロバイカリスク市で管理されている。
保護区ではタイガと山岳地の景観も保護されており、グイマツ、ベニマツ、シベリアトウヒ、シベリアモミ、ハイマツ、ヒゲハリスゲ属などの植物および地衣類が生えている。一部に温泉があり、その付近にはスミレ属も生える。キタナキウサギ、シベリアシマリス、ステップマーモット、タイリクモモンガ、アカギツネ、ヒグマ、ヘラジカ、ジャコウジカ、イノシシ、オオカミ、タヌキ、ユキウサギ、トガリネズミ、ズグロマーモット、エゾライチョウなどが生息する。
区域内の河川にはオームリ、シロマス属、チョウザメ、カワヒメマス属（Grayling）、マス、アムールイトウ、レノックなどの魚種が産卵する。
1986年よりUNESCOの生物圏保護区に指定されている。